# Progressiv house
Progressiv house (også kendt som Prog house) er en stamme fra house-musik som opstod i Storbritannien i de tidligere 1990'er. Progressiv house bærer mange grundlæggende ligheder med trance og udviklede sig parallelt med trancemusik. De to begreber blev brugt omskifteligt i deres tidligere år. Uanset, de to genrer blev mere tydelige i midt 1990'erne og ved de senere 1990'er, havde trance udviklet sig ind i en fuldgyldig paraplygenre, som omfatter mange derivater og stilarter. Progressiv house er karakteriseret ved glat, delikat produktion (Som modsatte sig til tidligere housetendenser såsom acid house og Chicago house, hvilket var karakteriseret ved grovere, råere produktion), som typisk udfører melodiske synthpads og frodig elektronisk lagdeling, som regel uden at udnytte soul og funk-elementer eller prøveudtagningen som defineret meget af housemusiks begyndelser; fremtrædende brug af rumklang, forsinkelser, og andre effekter er også almindelige. Genrens navn blev skabt som en reference til dens karakteristiske progressioner, som for det meste består af gradvise inkorporeringer af ekstra elementer hele vejen igennem nummeret, såsom ekstra synthlag eller trommelyde. Ultimativt, progressiv house udviklede sig til at være en mere indviklet og melodisk form for house sammenlignet med tidligere former for genren, såvel som den daværende udviklende deephouse, som udvekslede genrens sjældfuldhed og fjernede dens disco-læring for mere elektroniseret, syntetiske lydbilleder. Når det er sagt, har bestemte producere integreret indflydelser fra lignende kilder, der nogle gange fører til bestemte delefiltere i mellem den og andre housegenrer ligesom deephouse. Mindre glatte elementer som metalliske synthledelser og hårdere percussion, eller ekstra komponenter som vokaler, direkte instrumentering, eller mere minimalistiske toner der nogle gange er påvirket af techno, og techhouse i særdeleshed, har også været introduceret af producere.
Progressiv house udviklede sig lidt efter lidt i de tidligere 1990'er, markeret ved tidligere udgivelser såsom Leftfields "Not Forgotten", en sang som fremlagde en unik, elektronisk houselyd som hurtigt blev plukket af scenen, og Mobys "Go", hvilket - mens det ikke hørte til den originale britiske scene - markeret et tidligt punkt af genren. Den originale bølge af genren som blev dannet omkring disse år, blev ført af producere såsom det tidligere synthpop-band Underworld, det førnævnte Leftfield, Gat Decor, Spooky og React 2 Rhythm, såvel som uafhængige mærker som William Orbit's Guerilla Records, Hooj Choons og Soma. Guerilla havde en især vigtig rolle i dannelsen af genren. Genren modtog officielt dens navn i en 1992 Mixmag-artikel med titlen "Trance Mission 1992", hvor forfatter Dom Philips beskrev det sådan her: "...a new breed of hard but tuneful, banging but thoughtful, uplifting and trance-y British house that, while most at home with the trendier Balearic crowd, is just as capable of entrancing up a rave crowd. Progressive house we’ll call it. It’s simple, it’s funky, it’s driving, and it could only be British". Selv den tidligere scene var varieret, spænder fra kunstnere inspireret af tribal house, ambient house og new age til disse med mere udtalt opløftende italo house-undertoner.
Genrens spredning over (Og senere, ud over) Storbritannien førte til ankomsten af nye producere og DJ's som Sasha, der vil arbejde udførligt med John Digweed i midt 90'erne, hvor de udgiver indflydelsesrige og historisk væsentlige samlinger af progressiv house i Renaissance: The Mix Collection og Northern Exposure. Andre producere som Blue Amazon, Fluke og BT hjalp med at popularisere og udvikle genren omkring disse år. Bestemte derivativer af lyden begyndte at dukke op derefter: Progressiv trance blandede prog house's glatte og rolige progressioner med højere tranceintensitet, BPM og "større" trommer, ud over funktioner af trancemusik af dens tid; progressive breaks genplacerede prog house's 4/4-beats med breakbeat-trommemønstre, og dream trance var en mere filmisk, drømmeagtig variant af prog house og trance som også trak indflydelse fra eurodance. En "dark progressive"-scene dukkede op i de senere 1990'er og fortsatte ind i 2000'erne, karakteriseret ved mere minimalistiske og mindre melodiske toner.
Midt 2000'erne og videre så en periode af ændring for genren, med en lysere og mere afslappet form for genren der langsomt begyndte at dominere. Udgivelser som deadmau5's hit "Faxing Berlin / Jaded" var tidlige markører for den ændring, hvilket forblev den dominante lyd i mærker som Silk Music godt ind i 2010'erne. Deadmau5's mau5trap recordings, sammen med kunstnere tilknyttet med den, var også et knudepunkt for mere opfindsomme, eksperimentelle værker af genren, hvor der nogle gange blev inkorporerede indflydelser fra genrer som minimal techno og IDM. Øget indflydelser fra elektrohouse og andre nye EDM-genrer af dens tid blev også mere til stede. På same tid, populariserede producere som Steve Angello og Eric Prydz en mere kommerciel, radiovenlig form afledt i nogen grad fra prog house som indeholdte mere hymne, opløftende drops og opbygninger (Som i uplifting trance), kortere nummerlængder og senere væsentlige 2010'er elektrohouse-indflydelser, især fra Dutch House og dens efterkommer big room house. Tropical house var også stort påvirket af det. På grund af manglen på eksisterende begreber til at beskrive den slags musik, satte begrebet progressiv house sig fast med det, senere bakket op af Beatport's tagging-system som placerede denne slags musik under prog house, som ultimativt førte til en separat form for musik som også er almindeligt kendt som progressiv house, på trods af det kun var relateret eksternt til den originale genre. Producere som Avicii, Martin Garrix, Calvin Harris og Swedish House Mafia populariserede den slags musik i 2010'erne, og var enormt vellykket, hvilket i mange sager førte til at den senere "progressiv house" blev mere kendt og overtog den tidligere. Uanset, begge former for musik fortsætter med at blive produceret uafhængigt.